# Tableta (farmacija)
Tableta je oblik farmaceutskog doziranja. Ona se sastoji od smeše aktivnih supstanci i ekscipijenata. Ona se formira od praha primenom pritiska ili kompaktiranja do čvrste doze. Ekscipijenti mogu da budu rastvarači, vezivni ili granulacioni agensi, glidanti (pomagači protoka) i lubrikanti koji omogućavaju efektivno tabletiranje; disintegranti koji podstiču razlaganje tablete u sistemu za varenje; zaslađivači ili poboljšivači ukusa; i pigmenti koji čine tabletu vizuelno atraktivnim. Često se primenjuje polimerni pokrovni sloj da bi tableta bila glađa i lakša za gutanje, da bi se kontrolisala brzina oslobađanja aktivnog ingredijenta, da bi tableta bila otpornija na okruženje (da bi joj se produžio rok trajanja), ili da bi se poboljšao izgled tablete.
Kompresovana tableta je najpopularniji oblik doziranja lekova. Oko dve trećine svih recepata se primenjuje u obliku čvrstih doza, polovina kojih su kompresovane tablete. Tableta može da bude formulisana da isporuči preciznu dozu na specifičnom mestu. Ona se obično koristi oralno. Alternativno, tableta se može koristiti sublingvalno, bukalno, rektalno ili intravaginalno. Tableta je jedna od mnogih formi oralnih lekova, među kojima su sirupi, eliksiri, suspenzije, i emulzije. Medicinske tablete su originalno pravljene u obliku diska sa bojom određenom njenim sastavnim komponentama, dok se u današnje vreme prave u mnogim oblicima i bojama, što može da pomogne u razlikovanju lekova. Na tabletama su često odštampani simboli, slova, i brojevi, koji omogućavaju njihovu identifikaciju. Veličine tableta je u opsegu od nekoliko milimetara do oko centimetra. Neke tablete imaju oblik kapsula. Medicinske tablete i kapsule se često zovu pilule, mada to nije tehnički korektno. Niz drugih proizvoda nevezanih za lekove koji se pravi u obliku tableta. Neki od njih su dizajnirani da se rastvore ili razgrade, npr. proizvodi za čišćenje i deodoranti.

## Istorija
Smatra se da pilule datiraju od oko 1500. godine pre nove ere. Raniji medicinski recepti, kao što su oni iz 4000. pre nove ere, bili su za tečne preparate, a ne za čvrste supstance. Prve reference na pilule pronađene su na papirusima u starom Egiptu i sadržavale su testo za hleb, med ili mast. Lekoviti sastojci, kao što su biljni prah ili začini, mešani su i formirani ručno kako bi se napravile male kuglice ili pilule. U staroj Grčkoj, takvi lekovi su bili poznati kao katapotia („nešto što se proguta“), a rimski naučnik Plinije, koji je živeo od 23-79 nove ere, prvi je dao ime onome što danas zove pilula, nazvavši je pilula.
Tablete je oduvek bilo teško progutati i dugo su ulagani napori da se one lakše progutaju. U srednjem veku, ljudi su tablete premazivali klizavim biljnim supstancama. Drugi pristup, koji se koristio tek u 19. veku, bio je pozlatiti ih zlatom i srebrom, iako je to često značilo da će proći kroz digestivni trakt bez efekta. U 1800-im godinama su izumljene šećerne i želatinske obloge, kao i želatinske kapsule.
Godine 1843, britanski slikar i pronalazač Vilijam Brokedon dobio je patent za mašinu koja je sposobna da „oblikuje pilule, pastile i crno olovo pritiskom u kalupima“. Uređaj je bio sposoban da komprimuje prah u tabletu bez upotrebe lepka.

## Tipovi

### Pilule
Pilula je prvobitno definisana kao mali, okrugli, čvrsti farmaceutski oralni dozni oblik leka. Etimologija reči odražava istorijske koncepte mlevenja sastojaka u avanu s tučkom i valjanja dobijene paste ili testa u grudvice koje se suše. Danas, u svom strogom smislu, reč pilula se i dalje odnosi posebno na tablete (uključujući kaplete), a ne na kapsule (koje su izmišljene mnogo kasnije), ali pošto je potreban jednostavan hipernim da intuitivno pokriju svi takvi oralni dozni oblici, širi smisao reč pilula se takođe široko koristi i uključuje tablete i kapsule — kolokvijalno, svaki čvrsti oralni oblik leka spada u kategoriju „pilula“ (pogledajte pilula § Napomene o upotrebi).
Rani primer pilula došao je iz Starog Rima. Izrađene su od cink karbonata hidrocinkita i smitsonita. Pilule su korišćene za bolne oči, a pronađene su na rimskom brodu Relitto del Pozzino koji je doživeo brodolom 140. godine pne. Međutim, ove tablete su bile namenjene pritiskanju na oči, a ne da se gutaju.

### Kaplet
Kaplet je glatka, obložena medicinska tableta ovalnog oblika u opštem obliku kapsule. Mnoge kapsule imaju udubljenje koje ide po sredini tako da se lakše mogu podeliti na pola. Od svog nastanka, potrošači su kapsule smatrali najefikasnijim metodom uzimanja lekova. Iz tog razloga, proizvođači lekova kao što su OTC analgetici, želeći da naglase snagu svog proizvoda, razvili su „kaplet“, portmanto tableta u obliku kapsule, kako bi ovu pozitivnu asocijaciju povezali sa efikasnije proizvedenim pilulama, kao i oblik koji se lakše proguta od uobičajenih tableta u obliku diska.

### Oralno dezintegrirajuće tablete (ODT)
Oralno dezintegrirajuća tableta ili orodisperzibilna tableta (ODT) je oblik doziranja koji je dostupan za ograničeni opseg lekova bez recepta (OTC) i lekova na recept.

### Filmom obložene tablete (FCT)
Filmom obložena tableta je oblik doziranja leka dostupan za ograničeni opseg lekova bez recepta (OTC) i lekova na recept. Korišćeni filmovi štite lekovitu supstancu od denaturacije želudačnom kiselinom i/ili podržavaju odloženo (modifikovano) oslobađanje lekovite supstance („retard efekat“). Takve tablete ne treba oštetiti ili slomiti.

## Formulacije za tabletiranje
U procesu presovanja tableta, važno je da svi sastojci budu prilično suvi, u prahu ili zrnasti, donekle ujednačeni u veličini čestica i da slobodno teku. Mešani praškovi veličine čestica se segregiraju tokom proizvodnih operacija zbog različite gustine, što može rezultirati tabletama sa lošom uniformnošću sadržaja leka ili aktivnog farmaceutskog sastojka (API), mada bi granulacija trebala da to spreči. Ujednačenost sadržaja osigurava da se ista doza API-ja isporučuje sa svakom tabletom.
Neki API se mogu tabletirati kao čiste supstance, ali to je retko slučaj; većina formulacija uključuje ekscipijente. Obično se dodaje farmakološki neaktivan sastojak (ekscipijent) koji se naziva vezivo kako bi se tableta držala zajedno i da bi joj se dala čvrstina. Može se koristiti širok spektar veziva, neki uobičajeni uključujući laktozu, dvobazni kalcijum fosfat, saharozu, kukuruzni (kukuruzni) skrob, mikrokristalnu celulozu, povidon polivinilpirolidon i modifikovanu celulozu (na primer hidroksipropil metilcelulozu i hidroksietilcelulozu).
Često je takođe potreban sastojak koji deluje kao dezintegrant da bi pomogao disperziji tablete kada se proguta, oslobađajući API za apsorpciju. Neka veziva, kao što su skrob i celuloza, takođe su odlični dezintegranti.

## Svojstva tableta
Tablete se mogu praviti u gotovo bilo kom obliku, iako zahtevi pacijenata i mašina za tabletiranje znače da je većina okruglog, ovalnog ili oblika kapsule. Proizvedeni su neobičniji oblici, ali pacijenti ih teže progutaju i podložniji su lomljenju ili proizvodnim problemima.
Prečnik i oblik tablete određuju se mašinskim alatom koji se koristi za njihovu proizvodnju - potrebna je matrica plus gornja i donja presa. Ovo se zove stanica alata. Debljina je određena količinom tabletnog materijala i položajem štanca u odnosu jedan na drugi tokom kompresije. Kada se to uradi, može se izmeriti odgovarajući pritisak koji se primenjuje tokom kompresije. Što je kraća udaljenost između udaraca, debljina, veći je pritisak koji se primenjuje tokom kompresije, a ponekad i tvrđa tableta. Tablete moraju biti dovoljno čvrste da se ne raspadnu u bočici, ali dovoljno trošne da se raspadnu u želudačnom traktu.
Tablete moraju biti dovoljno jake da izdrže naprezanja pakovanja, transporta i rukovanja od strane farmaceuta i pacijenta. Mehanička čvrstoća tableta se procenjuje upotrebom kombinacije jednostavnih testova loma i erozije, i sofisticiranijih inženjerskih testova. Jednostavniji testovi se često koriste u svrhu kontrole kvaliteta, dok se složeniji testovi koriste tokom projektovanja formulacije i procesa proizvodnje u fazi istraživanja i razvoja. Standardi za svojstva tableta su objavljeni u različitim međunarodnim farmakopejama (USP/NF, EP, JP, itd.). Tvrdoća tableta je glavna mera mehaničke čvrstoće. Tvrdoća se testira pomoću testera tvrdoće tableta. Jedinice za tvrdoću su evoluirale od 1930-ih, ali se obično mere u kilogramima po kvadratnom centimetru. Modeli testera uključuju Monsanto (ili Stokes) tester tvrdoće iz 1930. godine, Pfizer tester tvrdoće iz 1950. godine, Strong Cob tester tvrdoće i Heberlain (ili Schleeniger) tester tvrdoće.
Maziva sprečavaju da se sastojci zgrudavaju i lepe za prese za tablete ili mašinu za punjenje kapsula. Maziva takođe obezbeđuju da do formiranja i izbacivanja tableta može doći uz malo trenja između čvrste mase i zida matrice, kao i između granula, što pomaže u ravnomernom punjenju kalupa.
Uobičajeni minerali poput talka ili silicijum dioksida i masti, npr. biljni stearin, magnezijum stearat ili stearinska kiselina su najčešće korišćena maziva u tabletama ili tvrdim želatinskim kapsulama.

## Literatura
- Kibbe, A.H., ed. Handbook of Pharmaceutical Excipients. 3rd Edition ed. 2000, American Pharmaceutical Association & Pharmaceutical Press: Washington, DC & London, UK.
- Hiestand, E.N., 2003. Mechanics and physical principles for powders and compacts, SSCI Inc., West Lafayette, In, USA.
- United States Pharmacopeia, United States Pharmacopeia / National Formulary (USP25/NF20). 2002, Rockville, MD: United States Pharmacopeia Convention Inc.

## Spoljašnje veze
Mediji vezani za članak Tableta na Vikimedijinoj ostavi